# 神泉苑

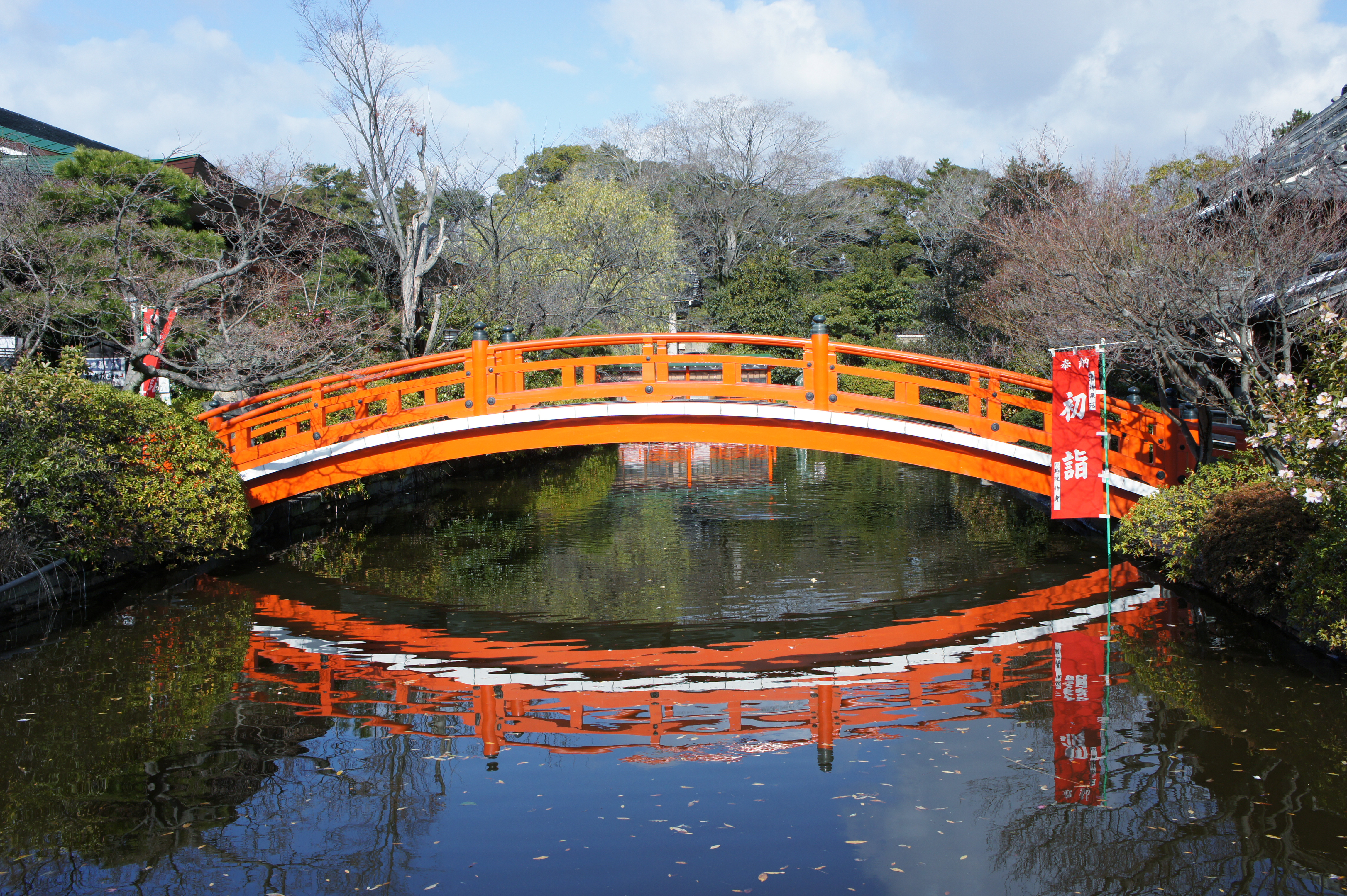
法成橋

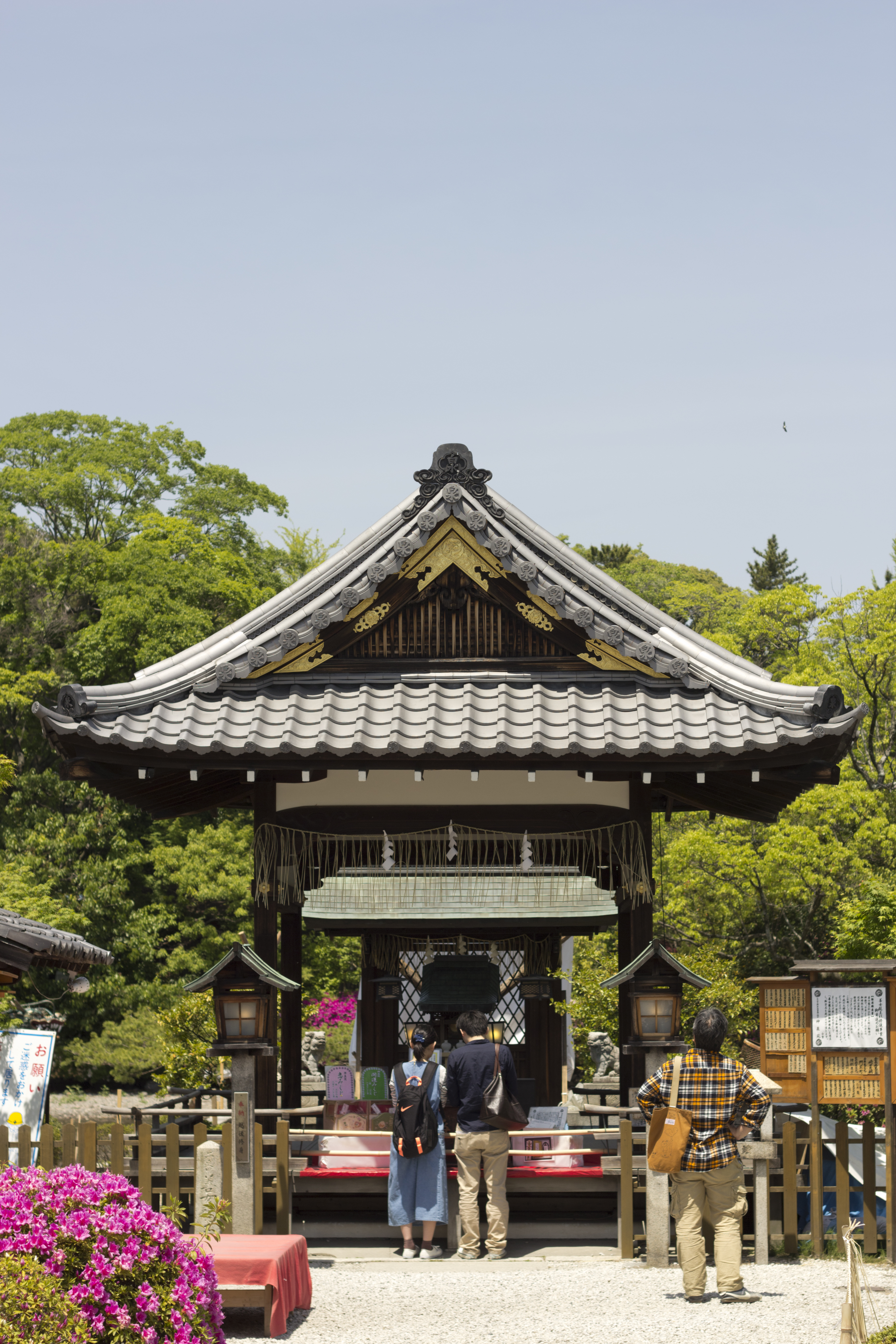
善女竜王社

神泉苑（しんせんえん）は、京都市中京区門前町にある東寺真言宗の寺院。本尊は聖観音。そもそもは平安京大内裏に接して造営された禁苑（天皇のための庭園）。古代から中世にかけては東寺が管掌する雨乞いの道場となり、江戸時代に寺院となった。

## 歴史
当地は延暦13年（794年）の平安京遷都とほぼ同時期に、当時の大内裏の南に接する地に造営された禁苑であった。もともとはここにあった古京都湖（古山城湖）の名残の池沢を庭園に整備したものと考えられ、当初の敷地は二条通から三条通まで、南北約500メートル、東西約240メートルに及ぶ池（現・法成就池）を中心とした大庭園であった。
史料に初めてその名が見られるのは『日本紀略』の記事であり、延暦19年7月19日（800年8月12日）、桓武天皇が行幸したという内容である。延暦21年（802年）には雅宴が催されたとあり、この頃から神泉苑は天皇や廷臣の宴遊の場となったとみられる。また、『日本後紀』には、嵯峨天皇が弘仁3年（812年）に神泉苑にて「花宴の節（せち）」を催したとあり、これが記録に残る桜の花見の初出と考えられている。
季節を問わずまたどんな日照りの年にも涸れることのない神泉苑の池には竜神（善女竜王）が住むといわれ、天長元年（824年）に西寺の守敏と東寺の空海が祈雨の法を競い、天竺の無熱池から善女竜王を勧請し空海が勝利した。後に真言宗の東寺の管轄下にある雨乞いが行われる道場となった。
貞観5年（863年）に都に疫病が流行り、神泉苑で御霊会が行われた。貞観11年（869年）には神泉苑の南端（現在の八坂神社三条御供社の位置）に66本（当時の律令制度の国の数）の鉾を立てて祇園社（八坂神社）から神輿を出した。これが現在の祇園祭の元になったといわれている。なお、現在でも京都を中心に祭典時に鉾を立てる神社が幾つか存在する。この鉾は剣鉾（けんぼこ）という。池は定期的に掃除され、域内は芝原を保つことで霊験が保持されるとされていた。
平安時代中期には灌漑用水としても利用されるようになる神泉苑だったが、治承4年（1180年）には大風が吹いて荒廃した。建久年間（1190年 - 1199年）には守覚法親王の命で源頼朝が社殿の復興を行ったが、承久の乱によって再び廃れた。しかし、北条泰時がこれを復興する。
元弘3年（1333年）には後醍醐天皇が西大寺の僧で側近であった智篋坊尊鏡を神泉苑大勧進職につけ、神泉苑復興の目的で三条大宮に長福寺を創設させ、神泉苑の運営が長福寺に託されるようになった。
室町時代中頃までは室町幕府と東寺の命令で掃除も行われていたが、長禄3年（1459年）頃には祈祷も行われず、敷地内に田畑が広がり、鉢叩を行う芸能者の非人の家も建てられる有様で、復旧し難い汚穢の地となっていたという。この頃には唐橋家が池以外の私領化を目論み、東寺と争論になったが、東寺の管轄権が認められた。明応7年（1498年）には長福寺永尊が神泉苑を開墾したとして処罰され、東寺が直接経営を行うようになったが、田畑はその後も維持・拡大された。これは東寺が維持費を捻出するために、町人に対する給田としたためである。
慶長7年（1602年）、徳川家康が二条城を造営した際には神泉苑北側の敷地の大部分が城内に取り込まれて著しく規模が縮小した。また、神泉苑の水源である「神泉」も城内（寛永期二条城の内堀、それ以前は御殿の泉水か）に取り込まれた。
しかし、筑紫の僧快我（快雅、覚雅とも表記されることがある）が朝廷の許しを得て慶長12年（1607年）より元和年間（1615年 - 1624年）に掛けて復興を図った。こうして神泉苑は東寺が管掌する寺院として再建され、寺領40石が認められた。都名所図会で紹介される神泉苑は復興後の姿である。神泉苑の境内には弁財天も祀られているが貞享2年（1685年）の京都案内誌「京羽二重」（水雲堂狐松子著）の中では弁財天廿九ヶ所の霊場のひとつとなっている。
天明8年（1788年）の天明の大火で、多宝塔や社殿が焼失した。
1935年（昭和10年）、「神泉苑」として国の史跡に指定された。
2014年（平成26年）には善女竜王勧請1,200年記念事業として法成就池の水を55年振りに抜いて善女竜王社本殿等の解体・修復を行っている。
伝承では源義経と静御前が出会った場といわれる。また一説に法成就池が京都市の東西に伸びる通りの一つ「御池通」の名前の由来であるとするが、この池を「御池」と呼んだ事実は確認できないことから疑問視する意見もある。二条城の南（押小路堀川東入ル）には昔の神泉苑の東端を示す石碑がある。これは京都市営地下鉄東西線に関わる工事の際に判明したものである。
京都新聞は太平洋戦争中、1面コラムの名前を「神泉」としていた。おそらく神泉苑に由来すると思われる。

## 境内
- 本堂 - 利生殿。弘化4年（1847年）に東寺の大元帥堂を護摩堂の跡地に移築したもの。本尊は聖観音で後光明天皇の供養のために父の後水尾法皇によって造立された。光背と台座は生母である園光子の造立である。
- 方丈 - 庫裏でもある。
- 法成就池 - 神泉苑の根本となる池。
- 善女竜王社
  - 本殿 - 祭神：善女竜王。文化10年（1813年）改築。
  - 拝所 - 文化10年（1813年）改築。
  - 中門 - 文化10年（1813年）改築。
  - 拝殿 - 文化10年（1813年）改築。
- 恵方社 - 祭神：歳徳神（としとくじん）。毎年大晦日の晩に翌年の恵方に祠の向きを変える。
- 天満宮
- 鎮守稲荷社 - 祭神：矢劔大明神
- 狂言堂 - 明治時代末期の建立。
- 弁天堂 - 増運弁財天を祀る。
- 鐘楼堂 - 江戸時代初期の建立。
- 平安殿 - 祇園平八が運営する料亭『神泉苑平八』が入居しているが、2021年1月に神泉苑側が立ち退きを求めて提訴している[10]。
- 北門

## 文化財

### 重要文化財
- 木造不動明王坐像

### 国の史跡
- 神泉苑

### 京都市登録無形民俗文化財
- 神泉苑狂言

## 年中行事
- 2月2日に星祭り、3日に節分祭が行われる。
- 5月2日 - 3日に神泉苑祭が行われる。前後して5月1日から5月4日にかけて、苑内の狂言堂で神泉苑狂言（大念仏狂言）が催される（2014年（平成26年）から、狂言の公開のみ11月の第1金曜日から3日間に変更された）。京都では、壬生寺、清凉寺、引接寺（千本閻魔堂）と並ぶ念仏狂言の寺である。
- 7月24日の祇園祭・還幸祭では夕方18時30分頃に中御座の御神輿が渡御し迎え太鼓が奉納される。
- 12月31日に住職による祈祷の後「歳徳神」の方違えが行われる（例年22時30分前後）。

※現在の狂言堂のある場所は昭和中期まで「神泉幼稚園」として幼稚園の教室があったが、都市中心部の子供の減少に伴い廃園となった。

## アクセス
- 二条駅（JR嵯峨野山陰線・京都市営地下鉄東西線）より東へ徒歩で約10分
- 二条城前駅（京都市営地下鉄東西線）より西へ徒歩で約2分
- 大宮駅（阪急京都本線）または四条大宮駅（嵐電）より北へ徒歩で約10分
- 京都市営バス「神泉苑前」、京都バス「神泉苑」下車すぐ

※参拝者用駐車場は無し。東側の大宮通にコインパーキング数か所有り。

## 外部サイト
- 神泉苑の公式ホームページ